# Nova slovenska zaveza
Nova slovenska zaveza (NSZ) je slovensko društvo, ki nadaljuje tradicijo medvojne Slovenske zaveze.
Društvo izdaja revijo Zaveza s člansko prilogo Mi med seboj, skrbi za postavitev farnih spominskih plošč in organizira slovesnosti, na katerih se spominjajo pobitih domobrancev, pripadnikov vaških straž, njihovih podpornikov ter umorjenih po koncu druge svetovne vojne.
Predsednik NSZ je od leta 2019 dr. Matija Ogrin, pred tem pa Peter Sušnik (2013-2019) in Anton Drobnič (-2013). Urednik revije Zaveza je bil od začetka izhajanja maja 1991 do leta 2013 Justin Stanovnik, nasledil pa ga je Lenart Rihar.

## Dejavnost

### Revija Zaveza
Prva številke revije Zaveza je izšla v letu 1991 (polletje) s podnaslovom "Glasilo Nove slovenske zaveze" in odgovornim urednikom Pavlom Kogejem. V njej so na 15 strani predstavljene Programske smernice NSZ, v katerem se NSZ deklarira kot "društvo vseh udeležencev protikomunističnega odpora, vodenega pred in med zadnji vojno".

### Farne spominske plošče
Farne spominske plošče so projekt, ki so ga člani NSZ izvajali od ustanovitve dalje in katerega namen je postavitev spominskih obeležij padlim civilistom in vojakom, ki so "umrli nasilne smrti na protikomunistični strani in ki zaradi zgodovinske zamolčanosti večinoma nimajo obeležij. V NSZ so zbranim imenom postavili kamnite spominske plošče, ki so večinoma postavljene na pročeljih lokalnih cerkva ali na pokopališčih.
V knjigi "Farne spominske plošče" iz leta 1995 so zbrana imena iz spominskih plošč, postavljenih do izida knjige - napisanih je 7.392 imen Slovencev iz 83 župnij. Imena so razporejena po naseljih in letih smrti. "Farne spominske plošče 2" je druga knjiga istega projekta. V njej je 4.813 imen iz 71 župnij ljubljanske nadškofije ali koprske škofije. V knjigi "Farne spominske plošče 3" je 1.965 imen iz 68 plošč, objavljenih pa je še 652 imen za 31 župnij, v katerih plošč še niso postavili. V tretjo, zadnjo knjigo so avtorji uvrstili seznam postavljenih in še ne postavljenih plošč. V knjigi je opisanih tudi 14 ključnih dogodkov ali krajev, ki so povezani s protirevolucionarnim bojem. V vseh treh knjigah je skupno objavljenih nad 14.000 imen "prezgodaj umrlih, dotlej zamolčanih fantov in mož, deklet in žena, žrtev revolucionarnega nasilja." Ob tem je vključitev nekaterih imen sporna, saj so med njimi tudi talci, žrtve okupatorja, odgovornost za katere po mnenju avtorjev nosijo uporniki.

## Zgodovina
Novembra 2021 je Nova Slovenska zaveza v kapeli ljubljanskega gradu nameravala prirediti nedeljsko mašo za preminule domobrance brez vednosti javnega zavoda Ljubljanski grad. Ko je zavod iz medijskega poročanja izvedel za načrtovano mašo, je NSZ uporabo kapele prepovedal. Župan Ljubljane Zoran Janković je odločitvi zavoda izrekel podporo.